# Kurzgesagt
Kurzgesagt (/ˌkʊərtsɡəˈzɑːkt/; переводится с немецкого как «в двух словах») — немецкая студия анимации и дизайна, основанная Филиппом Деттмером и одноимённый канал на YouTube, который содержит анимированный научно-популярный контент в минималистичном стиле «плоского дизайна». Ролики студии посвящены научным, технологическим, политическим, философским и психологическим темам. Видеоролики на канале, которые озвучивает Стив Тейлор, обычно имеют продолжительность 4–16 минут, при этом многие из них доступны на немецком языке через канал Dinge Erklärt — Kurzgesagt.
В то время как англоязычный канал в основном финансируется за счёт пожертвований зрителей и индивидуальных спонсоров, немецкий канал получает финансовую поддержку от стримингового сервиса Funk, присутствия в сети немецкого общественного вещания, а испанский канал, созданный в 2019, спонсируется  израильским производителем ПО Wix в дополнение к гранту от Фонда Билла и Мелинды Гейтс.
Канал студии на английском языке с более чем 20 миллионами подписчиков и более чем 170 видео занимал 201-е место в мире по количеству подписчиков по состоянию на 25 января 2023 года.
Видео на канале содержат субтитры на многих языках, включая русский.

### Книга
В ноябре 2021 года студия объявила о выпуске книги Филлипа Деттмера — «Иммунитет. Путешествие по загадочной системе, благодаря которой мы живы».
Издание немецкого «мозгового центра», Фонда защиты прав будущих поколений, порекомендовало книгу читателям, интересующихся пандемией коронавируса. Публикация описывает книгу как «историю о вторжениях, стратегиях, поражениях и благородном самопожертвовании» в контексте описания сложного устройства иммунной системы. Дэниэл Дэвис, глава кафедры наук о жизни и профессор иммунологии в Имперском колледже Лондона, назвал книгу «подарком, которого мы так ждали» — за привлечение внимания к механизмам иммунной ситемы (в том числе к антителам, T-лимфоцитам и B-клеткам) — теме, которая «мало обсуждалась до пандемии вне лабораторий и научных дискуссий». В своей книге автор благодарит за советы и поддержку доктора Джеймса Гарни, профессора Томаса Брокера (директор Мюнхенского института иммунологии) и профессора Маристелу Мартинс де Кармаго (Университет Сан-Паулу).

## Критика
Хотя ряд изданий хвалят Kurzgesagt за достоверность и качественный факт-чекинг, ранние работы студии стали объектом критики. В 2016 году Североамериканское общество художественных библиотек раскритиковало студию за отсутствие в некоторых видео надёжных источников и комментариев экспертов, а также за языковое манипулирование. В 2019 году Kurzgesagt призналась, что не всегда консультировалась с экспертами при работе над роликами, но это в прошлом. Кроме того, студия объявила об удалении двух старых видео от 2015 года, которые не соответствовали новым стандартам, включая «Addiction» («Зависимость») — совместный проект Kurzgesagt и журналиста Иоганна Хари. Этот ролик был одним из самых популярных и критикуемых на канале на тот момент. Видео подвергалось критике за некорректные выводы из результатов скандального исследования «Парк крыс». Kurzgesagt согласились, что выдали один из аргументов за факт и не обратились к другим исследованиям на тему наркотической зависимости.